# Liste der Wimbledonsieger (Dameneinzel)
Die Liste enthält alle Finalistinnen im Dameneinzel bei den Lawn Tennis Championships. Martina Navrátilová ist Rekordsiegerin mit neun Erfolgen (1978, 1979, 1982–1987, 1990). Ihre sechs Titel in Folge sind ebenfalls Rekord.
| Jahr                | Siegerin                        | Finalgegnerin                   | Ergebnis                        |
| ------------------- | ------------------------------- | ------------------------------- | ------------------------------- |
| 1884                | Maud Watson                     | Lilian Watson                   | 6:8, 6:3, 6:3                   |
| 1885                | Maud Watson                     | Blanche Bingley                 | 6:1, 7:5                        |
| 1886                | Blanche Bingley                 | Maud Watson                     | 6:3, 6:3                        |
| 1887                | Lottie Dod                      | Blanche Bingley                 | 6:2, 6:0                        |
| 1888                | Lottie Dod                      | Blanche Bingley Hillyard        | 6:3, 6:3                        |
| 1889                | Blanche Bingley Hillyard        | Lena Rice                       | 4:6, 8:6, 6:4                   |
| 1890                | Lena Rice                       | May Jacks                       | 6:4, 6:1                        |
| 1891                | Lottie Dod                      | Blanche Bingley Hillyard        | 6:2, 6:1                        |
| 1892                | Lottie Dod                      | Blanche Bingley Hillyard        | 6:1, 6:1                        |
| 1893                | Lottie Dod                      | Blanche Bingley Hillyard        | 6:8, 6:1, 6:4                   |
| 1894                | Blanche Bingley Hillyard        | Edith Austin                    | 6:1, 6:1                        |
| 1895                | Charlotte Cooper                | Helen Jackson                   | 7:5, 8:6                        |
| 1896                | Charlotte Cooper                | Alice Pickering                 | 6:2, 6:3                        |
| 1897                | Blanche Bingley Hillyard        | Charlotte Cooper                | 5:7, 7:5, 6:2                   |
| 1898                | Charlotte Cooper                | Louisa Martin                   | 6:4, 6:4                        |
| 1899                | Blanche Bingley Hillyard        | Charlotte Cooper                | 6:2, 6:3                        |
| 1900                | Blanche Bingley Hillyard        | Charlotte Cooper                | 4:6, 6:4, 6:4                   |
| 1901                | Charlotte Cooper Sterry         | Blanche Bingley Hillyard        | 6:2, 6:2                        |
| 1902                | Muriel Robb                     | Charlotte Cooper Sterry         | 7:5, 6:1                        |
| 1903                | Dorothea Douglass               | Ethel Thomson                   | 4:6, 6:4, 6:2                   |
| 1904                | Dorothea Douglass               | Charlotte Cooper Sterry         | 6:0, 6:3                        |
| 1905                | May Sutton                      | Dorothea Douglass               | 6:3, 6:4                        |
| 1906                | Dorothea Douglass               | May Sutton                      | 6:3, 9:7                        |
| 1907                | May Sutton                      | Dorothea Lambert-Chambers       | 6:1, 6:4                        |
| 1908                | Charlotte Cooper Sterry         | Agnes Morton                    | 6:4, 6:4                        |
| 1909                | Dora Boothby                    | Agnes Morton                    | 6:4, 4:6, 8:6                   |
| 1910                | Dorothea Lambert-Chambers       | Dora Boothby                    | 6:2, 6:2                        |
| 1911                | Dorothea Lambert-Chambers       | Dora Boothby                    | 6:0, 6:0                        |
| 1912                | Ethel Larcombe                  | Charlotte Cooper Sterry         | 6:3, 6:1                        |
| 1913                | Dorothea Lambert-Chambers       | Winifred McNair                 | 6:0, 6:4                        |
| 1914                | Dorothea Lambert-Chambers       | Ethel Larcombe                  | 7:5, 6:4                        |
| 1915–1918           | ausgefallen (Erster Weltkrieg)  | ausgefallen (Erster Weltkrieg)  | ausgefallen (Erster Weltkrieg)  |
| 1919                | Suzanne Lenglen                 | Dorothea Lambert-Chambers       | 10:8, 4:6, 9:7                  |
| 1920                | Suzanne Lenglen                 | Dorothea Lambert-Chambers       | 6:3, 6:0                        |
| 1921                | Suzanne Lenglen                 | Elizabeth Ryan                  | 6:2, 6:0                        |
| 1922                | Suzanne Lenglen                 | Molla Bjurstedt Mallory         | 6:2, 6:0                        |
| 1923                | Suzanne Lenglen                 | Kitty McKane                    | 6:2, 6:2                        |
| 1924                | Kitty McKane                    | Helen Wills Moody               | 4:6, 6:4, 6:4                   |
| 1925                | Suzanne Lenglen                 | Joan Fry                        | 6:2, 6:0                        |
| 1926                | Kitty Godfree                   | Lilí Álvarez                    | 6:2, 4:6, 6:3                   |
| 1927                | Helen Wills Moody               | Lilí Álvarez                    | 6:2, 6:4                        |
| 1928                | Helen Wills Moody               | Lilí Álvarez                    | 6:2, 6:3                        |
| 1929                | Helen Wills Moody               | Helen Hull Jacobs               | 6:1, 6:2                        |
| 1930                | Helen Wills Moody               | Elizabeth Ryan                  | 6:2, 6:2                        |
| 1931                | Cilly Aussem                    | Hilde Krahwinkel                | 6:2, 7:5                        |
| 1932                | Helen Wills Moody               | Helen Hull Jacobs               | 6:3, 6:1                        |
| 1933                | Helen Wills Moody               | Dorothy Round                   | 6:4, 6:8, 6:3                   |
| 1934                | Dorothy Round                   | Helen Hull Jacobs               | 6:2, 5:7, 6:3                   |
| 1935                | Helen Wills Moody               | Helen Hull Jacobs               | 6:3, 3:6, 7:5                   |
| 1936                | Helen Hull Jacobs               | Hilde Sperling                  | 6:2, 4:6, 7:5                   |
| 1937                | Dorothy Round                   | Jadwiga Jędrzejowska            | 6:2, 2:6, 7:5                   |
| 1938                | Helen Wills Moody               | Helen Hull Jacobs               | 6:4, 6:0                        |
| 1939                | Alice Marble                    | Kay Stammers                    | 6:2, 6:0                        |
| 1940–1945           | ausgefallen (Zweiter Weltkrieg) | ausgefallen (Zweiter Weltkrieg) | ausgefallen (Zweiter Weltkrieg) |
| 1946                | Pauline Betz Addie              | Louise Brough                   | 6:2, 6:4                        |
| 1947                | Margaret Osborne duPont         | Doris Hart                      | 6:2, 6:4                        |
| 1948                | Louise Brough                   | Doris Hart                      | 6:3, 8:6                        |
| 1949                | Louise Brough                   | Margaret Osborne duPont         | 10:8, 1:6, 10:8                 |
| 1950                | Louise Brough                   | Margaret Osborne duPont         | 6:1, 3:6, 6:1                   |
| 1951                | Doris Hart                      | Shirley Fry                     | 6:1, 6:0                        |
| 1952                | Maureen Connolly                | Louise Brough                   | 6:4, 6:3                        |
| 1953                | Maureen Connolly                | Doris Hart                      | 8:6, 7:5                        |
| 1954                | Maureen Connolly                | Louise Brough                   | 6:2, 7:5                        |
| 1955                | Louise Brough                   | Beverly Fleitz                  | 7:5, 8:6                        |
| 1956                | Shirley Fry                     | Angela Buxton                   | 6:3, 6:1                        |
| 1957                | Althea Gibson                   | Darlene Hard                    | 6:3, 6:2                        |
| 1958                | Althea Gibson                   | Angela Mortimer                 | 8:6, 6:2                        |
| 1959                | Maria Bueno                     | Darlene Hard                    | 6:4 6:3                         |
| 1960                | Maria Bueno                     | Sandra Reynolds Price           | 8:6, 6:0                        |
| 1961                | Angela Mortimer                 | Christine Truman                | 4:6, 6:4, 7:5                   |
| 1962                | Karen Hantze Susman             | Věra Pužejová Suková            | 6:4, 6:4                        |
| 1963                | Margaret Smith                  | Billie Jean King                | 6:3, 6:4                        |
| 1964                | Maria Bueno                     | Margaret Smith                  | 6:4, 7:9, 6:3                   |
| 1965                | Margaret Smith                  | Maria Bueno                     | 6:4, 7:5                        |
| 1966                | Billie Jean King                | Maria Bueno                     | 6:3, 3:6, 6:1                   |
| 1967                | Billie Jean King                | Ann Haydon-Jones                | 6:3, 6:4                        |
| Beginn der Open Era |                                 |                                 |                                 |
| 1968                | Billie Jean King                | Judy Tegart Dalton              | 9:7, 7:5                        |
| 1969                | Ann Haydon-Jones                | Billie Jean King                | 3:6, 6:3, 6:2                   |
| 1970                | Margaret Smith Court            | Billie Jean King                | 14:12, 11:9                     |
| 1971                | Evonne Goolagong Cawley         | Margaret Smith Court            | 6:4, 6:1                        |
| 1972                | Billie Jean King                | Evonne Goolagong Cawley         | 6:3, 6:3                        |
| 1973                | Billie Jean King                | Chris Evert                     | 6:0, 7:5                        |
| 1974                | Chris Evert                     | Olga Morosowa                   | 6:0, 6:4                        |
| 1975                | Billie Jean King                | Evonne Goolagong Cawley         | 6:0, 6:1                        |
| 1976                | Chris Evert                     | Evonne Goolagong Cawley         | 6:3, 4:6, 8:6                   |
| 1977                | Virginia Wade                   | Betty Stöve                     | 4:6, 6:3, 6:1                   |
| 1978                | Martina Navratilova             | Chris Evert                     | 2:6, 6:4, 7:5                   |
| 1979                | Martina Navratilova             | Chris Evert-Lloyd               | 6:4, 6:4                        |
| 1980                | Evonne Goolagong Cawley         | Chris Evert-Lloyd               | 6:1, 7:64                       |
| 1981                | Chris Evert-Lloyd               | Hana Mandlíková                 | 6:2, 6:2                        |
| 1982                | Martina Navratilova             | Chris Evert-Lloyd               | 6:1, 3:6, 6:2                   |
| 1983                | Martina Navratilova             | Andrea Jaeger                   | 6:0, 6:3                        |
| 1984                | Martina Navratilova             | Chris Evert-Lloyd               | 7:65, 6:2                       |
| 1985                | Martina Navratilova             | Chris Evert-Lloyd               | 4:6, 6:3, 6:2                   |
| 1986                | Martina Navratilova             | Hana Mandlíková                 | 7:61, 6:3                       |
| 1987                | Martina Navratilova             | Steffi Graf                     | 7:5, 6:3                        |
| 1988                | Steffi Graf                     | Martina Navratilova             | 5:7, 6:2, 6:1                   |
| 1989                | Steffi Graf                     | Martina Navratilova             | 6:2, 6:71, 6:1                  |
| 1990                | Martina Navratilova             | Zina Garrison                   | 6:4, 6:1                        |
| 1991                | Steffi Graf                     | Gabriela Sabatini               | 6:4, 3:6, 8:6                   |
| 1992                | Steffi Graf                     | Monica Seles                    | 6:2, 6:1                        |
| 1993                | Steffi Graf                     | Jana Novotná                    | 7:66, 1:6, 6:4                  |
| 1994                | Conchita Martínez               | Martina Navratilova             | 6:4, 3:6, 6:3                   |
| 1995                | Steffi Graf                     | Arantxa Sánchez Vicario         | 4:6, 6:1, 7:5                   |
| 1996                | Steffi Graf                     | Arantxa Sánchez Vicario         | 6:3, 7:5                        |
| 1997                | Martina Hingis                  | Jana Novotná                    | 2:6, 6:3, 6:3                   |
| 1998                | Jana Novotná                    | Nathalie Tauziat                | 6:4, 7:62                       |
| 1999                | Lindsay Davenport               | Steffi Graf                     | 6:4, 7:5                        |
| 2000                | Venus Williams                  | Lindsay Davenport               | 6:3, 7:63                       |
| 2001                | Venus Williams                  | Justine Henin                   | 6:1, 3:6, 6:0                   |
| 2002                | Serena Williams                 | Venus Williams                  | 7:64, 6:3                       |
| 2003                | Serena Williams                 | Venus Williams                  | 4:6, 6:4, 6:2                   |
| 2004                | Marija Scharapowa               | Serena Williams                 | 6:1, 6:4                        |
| 2005                | Venus Williams                  | Lindsay Davenport               | 4:6, 7:64, 9:7                  |
| 2006                | Amélie Mauresmo                 | Justine Henin-Hardenne          | 2:6, 6:3, 6:4                   |
| 2007                | Venus Williams                  | Marion Bartoli                  | 6:4, 6:1                        |
| 2008                | Venus Williams                  | Serena Williams                 | 7:5, 6:4                        |
| 2009                | Serena Williams                 | Venus Williams                  | 7:63, 6:2                       |
| 2010                | Serena Williams                 | Wera Swonarjowa                 | 6:3, 6:2                        |
| 2011                | Petra Kvitová                   | Marija Scharapowa               | 6:3, 6:4                        |
| 2012                | Serena Williams                 | Agnieszka Radwańska             | 6:1, 5:7, 6:2                   |
| 2013                | Marion Bartoli                  | Sabine Lisicki                  | 6:1, 6:4                        |
| 2014                | Petra Kvitová                   | Eugenie Bouchard                | 6:3, 6:0                        |
| 2015                | Serena Williams                 | Garbiñe Muguruza                | 6:4, 6:4                        |
| 2016                | Serena Williams                 | Angelique Kerber                | 7:5, 6:3                        |
| 2017                | Garbiñe Muguruza                | Venus Williams                  | 7:5, 6:0                        |
| 2018                | Angelique Kerber                | Serena Williams                 | 6:3, 6:3                        |
| 2019                | Simona Halep                    | Serena Williams                 | 6:2, 6:2                        |
| 2020                | ausgefallen, COVID-19-Pandemie  | ausgefallen, COVID-19-Pandemie  | ausgefallen, COVID-19-Pandemie  |
| 2021                | Ashleigh Barty                  | Karolína Plíšková               | 6:3, 6:74, 6:3                  |
| 2022                | Jelena Rybakina                 | Ons Jabeur                      | 3:6, 6:2, 6:2                   |
| 2023                | Markéta Vondroušová             | Ons Jabeur                      | 6:4, 6:4                        |
| 2024                | Barbora Krejčíková              | Jasmine Paolini                 | 6:2, 2:6, 6:4                   |
| 2025                | Iga Świątek                     | Amanda Anisimova                | 6:0, 6:0                        |

## Mehrfache Siegerinnen in der Open-Era
| Siegerin                | Anzahl Siege | Jahre                                    |
| ----------------------- | ------------ | ---------------------------------------- |
| Martina Navratilova     | 9            | 1978, 1979, 1982–1987, 1990              |
| Steffi Graf             | 7            | 1988, 1989, 1991–1993, 1995, 1996        |
| Serena Williams         | 7            | 2002, 2003, 2009, 2010, 2012, 2015, 2016 |
| Venus Williams          | 5            | 2000, 2001, 2005, 2007, 2008             |
| Billie Jean King        | 4            | 1968, 1972, 1973, 1975                   |
| Chris Evert             | 3            | 1974, 1976, 1981                         |
| Evonne Goolagong Cawley | 2            | 1971, 1980                               |
| Petra Kvitová           | 2            | 2011, 2014                               |

## Statistik nach Nationen
| Land                   | Anzahl Siege | Anzahl Finalteilnahmen |
| Vereinigte Staaten     | 57           | 105                    |
| Vereinigtes Königreich | 36           | 76                     |
| Deutschland            | 9            | 14                     |
| Frankreich             | 8            | 10                     |
| Australien             | 6            | 12                     |
| Tschechien             | 5            | 11                     |
| Brasilien              | 3            | 5                      |
| Spanien                | 2            | 8                      |
| Russland               | 1            | 3                      |
| Polen                  | 1            | 3                      |
| Schweiz                | 1            | 1                      |
| Rumänien               | 1            | 1                      |
| Kasachstan             | 1            | 1                      |
| Belgien                | 0            | 2                      |
| Tunesien               | 0            | 2                      |
| Argentinien            | 0            | 1                      |
| Dänemark               | 0            | 1                      |
| Italien                | 0            | 1                      |
| BR Jugoslawien         | 0            | 1                      |
| Kanada                 | 0            | 1                      |
| Niederlande            | 0            | 1                      |
| Sowjetunion            | 0            | 1                      |
| Südafrika              | 0            | 1                      |